# Bogdan Rymanowski
Bogdan Marian Rymanowski (ur. 17 października 1967 w Krakowie) – polski dziennikarz telewizyjny, radiowy i internetowy.

## Życiorys
W latach 80. działał w Federacji Młodzieży Walczącej. Absolwent Wydziału Prawa i Administracji Uniwersytetu Jagiellońskiego w Krakowie.
Pracę dziennikarską rozpoczął w Radiu Kraków (1990) jako reporter. Potem pracował w RMF FM (1990–1997, 2001–2002), gdzie prowadził różne kilkugodzinne pasma, m.in. Radio Muzyka Fakty. W tym czasie współpracował także z TVP1 w okresie prezesury Wiesława Walendziaka (w latach 1994–1996 prowadził Puls dnia). Następnie pracował w Radiu Plus (w latach 1998–2001 prowadził audycje Twarzą w twarz oraz W samo południe) i TV Puls (2001, szef i prowadzący program informacyjny Wydarzenia).
W Telewizji Wisła prowadził Fakty. W TVN w latach 1997–2001 prowadził czwartkową (wcześniej także piątkową) Kropkę nad i oraz Fakty południe. We wrześniu 2003 został prezenterem weekendowych wydań Faktów TVN (na zmianę z Marcinem Pawłowskim), po zwolnieniu Tomasza Lisa od stycznia 2004 prowadził wydania w ciągu tygodnia (od września 2004 na zmianę z Justyną Pochanke). Fakty w TVN po raz ostatni poprowadził 3 marca 2006. W latach 2001–2010 był jednym z prowadzących w TVN24 magazyn publicystyczny 24 godziny. Od 23 kwietnia 2006 do 17 czerwca 2018 prowadził niedzielny program Kawa na ławę, emitowany na antenach TVN (do czerwca 2010) i TVN24. Od 18 stycznia 2010 do 2 lutego 2012 prowadził także wieczorny program TVN24 Rozmowa Rymanowskiego, a od 13 lutego 2012 do 30 maja 2018 program Jeden na jeden, nadawany w ramach Poranka TVN24.
Od października 2018 do 2021 prowadził Wydarzenia emitowane na antenach Polsatu i Polsat News. Od października 2018 jest jednym z prowadzących program publicystyczny Gość Wydarzeń. Od 23 maja 2021 prowadzi także niedzielny program Śniadanie Rymanowskiego, emitowany na antenie Polsat News i na portalu Interia. W programie Gość Wydarzeń (wyemitowanym 24 lutego 2023) przeprowadził pierwszy wspólny wywiad telewizyjny z prezydentem Polski Andrzejem Dudą i prezydentem Ukrainy Wołodymyrem Zełenskim. Od 29 sierpnia 2022 prowadzi program Gość Radia Zet.
We wrześniu 2024 uruchomił własny kanał publicystyczny w serwisie YouTube pod nazwą Rymanowski Live.

## Nagrody
Uzyskał tytuł „Gentlemana Roku” 2005. Przyznają go czytelnicy miesięcznika „Gentleman”. W 2007 został laureatem Nagrody im. Dariusza Fikusa w kategorii „twórca w mediach”. Otrzymując tę nagrodę zaznaczył, że przekaże całą sumę pieniężną w wysokości 25 tysięcy złotych Januszowi Świtajowi, który od wielu lat heroicznie zmaga się z chorobą. Jest laureatem Wiktora 2007 w kategorii Najwyżej ceniony publicysta. 29 listopada 2008 został laureatem MediaTorów w kategorii AuTORytet. Miesięcznik „Press” przyznał mu tytuł Dziennikarza Roku 2008. 17 lutego 2011 odznaczony został Medalem „Niezłomnym w słowie”.

## Wybrane publikacje
- Towarzystwo Lwa Rywina (współautor: Paweł Siennicki), Kraków: Wydawnictwo Literackie 2004, ISBN 978-83-08-03563-4.
- Ubek. Wina i skrucha, Poznań: Zysk i S-ka 2012, ISBN 978-83-7785-087-9.
- Zamach na prawdę, Kraków: Wydawnictwo M 2015 (wywiad rzeka z Małgorzatą Wassermann), ISBN 978-83-7595-948-2.
- Gracze, Poznań: Zysk i S-ka 2016, ISBN 978-83-7785-883-7.
- Dopaść Morawieckiego: życie doczesne i wieczne Kornela Buntownika, Poznań: Zysk i S-ka 2022, ISBN 978-83-8202-698-6.